# Castel San Pietro Terme
Castel San Pietro Terme es una comuna de la ciudad metropolitana de Bolonia, en Emilia-Romaña (Italia). Tiene una población estimada, a fines de 2019, de aproximadamente 20.824 habitantes.

## Demografía
| Gráfica de evolución demográfica de Castel San Pietro Terme entre 1861 y 2001 |
|                                                                               |
| Fuente ISTAT - elaboración gráfica de Wikipedia                               |